# Alis Voker
Alis Voker (engl. Alice Malsenior Walker, 9. februar 1944) je američka spisateljica i feminiskinja. Godine 1983. je za svoj hvaljeni roman The Color Purple dobila Pulitzerovu nagradu za fikciju. Ona je isto tako napisala novele Meridijan (1976) i Treći život Grejndž Koperlanda (1970), pored mnogih drugih. Voker je feminiskinja, i ona je skovala termin „vomanista” sa značenjem „crna feminiskinja ili obojena feminiskinja” 1983. godine.

## Rani život
Alis Malsenior Talula-Kejt Voker je rođena u Itontonu u Džordžiji, seoskom poljoprivrednom gradu, od oca Vilija Li Vokera i majke Mini Talule Grant. Oboje Alisinih roditelja bili su paori napoličari, a njena majka je takođe radila kao krojačica radi dodatnog prihoda. Volker, najmlađa od osmoro dece, prvi put je upisana u školu kada je imala samo četiri godine.
Kada je imala osam godina, Voker je zadobila povredu desnog oka nakon što je jedan od njene braće ispalio BB pištolj (vid sačmarice). Pošto njena porodica nije imala pristup automobilu, Alis nije mogla odmah da primi lekarsku pomoć, zbog čega je u tom oku postala trajno slepa. Nakon povrede oka Alis je počela da se bavi čitanjem i pisanjem. Tkivo ožiljka je uklonjeno kada joj je bilo 14 godina, ali trag još uvek ostaje. To je opisano u njenom eseju „Lepota: Kada je drugi plesač ista ličnost”.
Kako su škole u Itontonu bile segregirane, Volker je pohađala jedinu srednju školu koja je bila dostupna crncima: Batler Bejker srednju školu. Ona je tamo postala valediktorijanka i upisala se na Spelmanov koledž 1961. godine, nakon što joj je država Džordžija odobrila punu stipendiju zbog ostvarivanja najvećeg akademskog dostignuća svoje klase. Dvoje njenih profesora, Hauard Zin i Stotona Lind su se pokazali izuzetno dobrim mentorima tokom njenog boravka u Spelmanu, ali su oba prebačena dve godine kasnije. Alisi je ponuđena još jedna stipendija, ovog puta sa koledža Sara Lorens u Njujorku, a nakon otpuštanja njenog profesora na Spelmanu, Houarda Zina, Volkerova je prihvatila ponudu. Ona je postala trudna na početku svoje seniorske godine i imala je pobačaj; ovo iskustvo, kao i mnoštvo samoubilačkih misli koje su usledile, inspirisale su veći deo poezije prisutne u Jednom, Volkerovoj prvoj zbirci poezije. Volkerova je diplomirala sa Sara Lorensa 1965. godine.

## Aktivizam
Alis Voker je poznata je kao aktiviskinja za ljudska prava, prava životinja, feminizam, anticionizam, pacifizam, itd. Ranih 1960-ih kao student na fakultetu Spelman susretala se s M. L. Kingom, učestvovala je u maršu na Vašington 1963, te volontirala u registraciji crnih glasača u Džeordžiji i Misisipiju. Dana 8. 3. 2003. na međunarodni dan žena, uhapšena je zajedno sa 26 drugih aktivista zbog protestovanja protiv vojne intervencije u Iraku. Nedugo kasnije u intervjuu je rekla kako smatra da su joj iračke žene i deca jednako dragi kao žene i deca vlastite porodice, odnosno da zajedno predstavljaju jednu veliku porodicu, te da je stoga imala osećaj da će zapravo bombardirati sami sebe.
U januaru 2009. Voker je bila među 50 potpisnika peticije koji su na filmskom festivalu u Torontu osudili Izrael kao „apartheidski režim“. U martu iste godine, zajedno sa 60 drugih ženskih aktivista iz antiratne organizacije Kod Pink, putovala je u Pojas Gaze kao odgovor na nedavno završeni rat i angažirala se u nagovaranju Izraela i Egipta da otvore svoje granice prema blokiranom palestinskom području. Voker je u sličnim aktivističkim protestima sudelovala i u decembru u Egiptu, a 23. 6. 2011. najavila je planove za priključenje flotili za Gazu, čiji je cilj bio probijanje izraelske pomorske blokade i dostava humanitarne pomoći.
Godine 2012. Voker je odbila da izda dozvolu za hebrejski prevod svoje knjige The Color Purple, s obrazloženjem da Izrael „krši međunarodno pravo“ i „sprovodi apartheid“. Njena odluka dočekana je uz oštre kritike kod proizraelskih pojedinaca i organizacija – A. Deršovic je njena stajališta opisao „bigotrijom” uz dodatak da ima „dugu istoriju podržavanja terorizma”, odnosno „moral ravan neonacistima”, dok je direktor Antidefamacijske lige A. H. Foksman odluku opisao „tužnom, pristranom i u zaslepljenom protivizraelskom duhu”. Foksman je oštro kritikovao i njenu drugu knjigu The Cushion in the Road zbog analogija Izraela i nacizma, optuživši pritom Vokerovu za antisemitizam. S druge strane, izraelska analitičarka i novinarka E. Goldberg odbacila je takve optužbe protiv Voker, kao argumente navodeći da je bila u braku s jevrejskim advokatom M. R. Leventalom, da joj je kćer polujevrejka, da je na ekranizaciji knjige The Color Purple sarađivala s jevrejskim režiserom S. Spilbergom, te da njeni pozivi na bojkot nisu usmereni ni protiv Jevreja, ni protiv Izraela, već protiv izraelske vlade.

## Odabrana dela

### Romani i zbirke priča
- (1970)
- (1973)
- (1973)
- (1976)
- (1982)
- (1982)
- (1983)
- (1988)
- (1989)
- (1991)
- (1992)
- (1994)
- (1998)
- (2000)
- (2005)

### Zbirke poezije
- (1968)
- (1973)
- (1979)
- (1985)
- (1991)
- (2003)
- (2003)
- (2005)

### Publicistika
- (1983)
- (1988)
- (1993)
- (1996)
- (1997)
- (1997)
- (1999)
- (2001)
- -{Women
- (2006)

### Knjige o Alis Voker
- , 2004

## Literatura
- White, Evelyn C. (2005). Alice Walker: A Life. W. W. Norton & Company. ISBN 978-0-393-32826-4.
- Walker, Alice; Parmar, Pratibha (1993). Warrior Marks: Female Genital Mutilation and the Sexual Blinding of Women. Diane Books Publishing Company. ISBN 978-0-7881-5581-9.

## Spoljašnje veze
- The Sabanci University School of Languages Podcasts: The World in Alice Walker's Eye
- Poem: A Mother's Day Plea
- Living By Grace
- Alice Walker on AALBC.com
- New Georgia Encyclopedia Архивирано на веб-сајту  (24. јул 2013)
- Interview with Alice Walker by ascent magazine

Video
- "Alice Walker on the 'Toxic Culture' of Globalization", from Democracy Now! program, October 27, 2004
- "'I am a Renegade, an Outlaw, a Pagan' - Author, Actress, Poet and Activist Alice Walker in Her Own Words", interview from Democracy Now! program, February 13, 2006
- "Alice Walker in Black and White"